# Horvátország az 1992. évi nyári olimpiai játékokon
Horvátország a spanyolországi Barcelonában megrendezett 1992. évi nyári olimpiai játékok egyik részt vevő nemzete volt. Az országot az olimpián 11 sportágban 39 sportoló képviselte, akik összesen 3 érmet szereztek. Horvátország önállóan először vett részt a nyári olimpiai játékokon.

## Érmesek
| Érem  | Versenyző | Sportág    | Versenyszám |
| ----- | --- | ---------- | ----------- |
| Ezüst | Nemzeti válogatott Vladan Alanović Franjo Arapović Danko Cvjetičanin Alan Gregov Arijan Komazec Toni Kukoč Aramis Naglić Velimir Perasović Dražen Petrović Dino Rađa Žan Tabak Stojko Vranković | Kosárlabda | Férfi       |
| Bronz | Goran Ivanišević | Tenisz     | Férfi egyes |
| Bronz | Goran Ivanišević Goran Prpić | Tenisz     | Férfi páros |

## Asztalitenisz
Férfi
| Versenyző                      | Versenyszám | Csoportkör | Csoportkör | Nyolcaddöntő                          | Negyeddöntő       | Elődöntő          | Döntő             | Helyezés |
| Versenyző                      | Versenyszám | Ellenfél Eredmény | Hely.      | Ellenfél Eredmény                     | Ellenfél Eredmény | Ellenfél Eredmény | Ellenfél Eredmény | Helyezés |
| ------------------------------ | ----------- | --- | ---------- | ------------------------------------- | ----------------- | ----------------- | ----------------- | -------- |
| Zoran Primorac                 | Egyes       | L csoport · Yair Nathan (PER) · 2-0 · Tomáš Jančí (TCH) · 2-0 · Jim Butler (USA) · 2-0 | 1.         | Kim Thekszu (Kim Taek-Su) (KOR) · 2-3 | kiesett           | kiesett           | kiesett           | 9.       |
| Zoran Primorac Dragutin Šurbek | Páros       | B csoport · Észak-Korea (PRK) · Ri Gunszang (Li Gun-Sang) · Cshö Gjongszop (Choi Kyong-Sob) · 2-0 · Peru (PER) · Walter Nathan · Yair Nathan · 2-0 · Kína (CHN) · Lü Lin · Vang Tao (Wang Tao) · 1-2 | 2.         |                                       | kiesett           | kiesett           | kiesett           | 9.       |

## Atlétika
Férfi
| Versenyző    | Versenyszám | Előfutam | Előfutam | Előfutam | Elődöntő | Elődöntő | Elődöntő | Döntő   | Döntő    |
| Versenyző    | Versenyszám | Idő      | Hely.    | Össz.    | Idő      | Hely.    | Össz.    | Idő     | Helyezés |
| ------------ | ----------- | -------- | -------- | -------- | -------- | -------- | -------- | ------- | -------- |
| Branko Zorko | 1500 m      | 3:44,47  | 3.       | 27.      | 3:39,71  | 7.       | 18.      | kiesett | kiesett  |

| Versenyző     | Versenyszám   | Selejtező | Selejtező | Döntő    | Döntő    |
| Versenyző     | Versenyszám   | Eredmény  | Helyezés  | Eredmény | Helyezés |
| ------------- | ------------- | --------- | --------- | -------- | -------- |
| Ivan Mustapić | Gerelyhajítás | 77,50 m   | 17.       | kiesett  | kiesett  |

## Birkózás
Kötöttfogású
| Versenyző        | Versenyszám | Csoportkör                                                          | Csoportkör | Helyosztók        | Helyosztók        | Helyosztók        | Bronz- mérkőzés   | Döntő             | Helyezés    |
| Versenyző        | Versenyszám | Csoportkör                                                          | Csoportkör | 9. helyért        | 7. helyért        | 5. helyért        | Bronz- mérkőzés   | Döntő             | Helyezés    |
| Versenyző        | Versenyszám | Ellenfél Eredmény                                                   | Hely.      | Ellenfél Eredmény | Ellenfél Eredmény | Ellenfél Eredmény | Ellenfél Eredmény | Ellenfél Eredmény | Helyezés    |
| ---------------- | ----------- | ------------------------------------------------------------------- | ---------- | ----------------- | ----------------- | ----------------- | ----------------- | ----------------- | ----------- |
| Stipe Damjanović | 100 kg      | A csoport · Ion Ieremciuc (ROU) · 0-7 · Andrzej Wroński (POL) · 0-6 | 6.         | kiesett           | kiesett           | kiesett           | kiesett           | kiesett           | helyezetlen |

## Evezés
Férfi
| Versenyző                                                                                | Versenyszám              | Előfutam | Előfutam | Vigaszág | Vigaszág | Elődöntő | Elődöntő | Elődöntő | Döntő | Döntő   | Döntő | Helyezés |
| Versenyző                                                                                | Versenyszám              | Idő      | Hely.    | Idő      | Hely.    | Típus    | Idő      | Hely.    | Típus | Idő     | Hely. | Helyezés |
| ---------------------------------------------------------------------------------------- | ------------------------ | -------- | -------- | -------- | -------- | -------- | -------- | -------- | ----- | ------- | ----- | -------- |
| Zlatko Bužina Marko Perinović                                                            | Kormányos nélküli kettes | 6:41,37  | 1.       |          |          | A/B      | 6:47,87  | 6.       | B     | 6:37,57 | 4.    | 10.      |
| Sead Marušić Marko Banović Ninoslav Saraga Aleksandar Fabijanić Goran Puljko (kormányos) | Kormányos négyes         | 6:31,19  | 4.       | 6:18,98  | 3.       |          |          |          | B     | 6:08,52 | 1.    | 7.       |

## Kajak-kenu

### Síkvízi
Férfi
| Versenyző         | Versenyszám        | Előfutam | Előfutam | Előfutam | Vigaszág | Vigaszág | Vigaszág | Elődöntő | Elődöntő | Elődöntő | Döntő   | Döntő    |
| Versenyző         | Versenyszám        | Idő      | Hely.    | Össz.    | Idő      | Hely.    | Össz.    | Idő      | Hely.    | Össz.    | Idő     | Helyezés |
| ----------------- | ------------------ | -------- | -------- | -------- | -------- | -------- | -------- | -------- | -------- | -------- | ------- | -------- |
| Zvonimir Krznarić | Kajak egyes 500 m  | 1:46,46  | 5.       | 18.      | 1:43,40  | 5.       | 11.      | kiesett  | kiesett  | kiesett  | kiesett | kiesett  |
| Zvonimir Krznarić | Kajak egyes 1000 m | 3:54,02  | 6.       | 23.      | 3:36,77  | 5.       | 10.      | kiesett  | kiesett  | kiesett  | kiesett | kiesett  |
| Vlado Poslek      | Kenu egyes 1000 m  | 4:09,77  | 5.       | 12.      | 4:05,86  | 4.       | 7.       | 4:16,99  | 7.       | 13.      | kiesett | kiesett  |

### Szlalom
Férfi
| Versenyző         | Versenyszám | Döntő    | Döntő    | Döntő    | Döntő    | Döntő         | Helyezés |
| Versenyző         | Versenyszám | 1. futam | 1. futam | 2. futam | 2. futam | Jobb eredmény | Helyezés |
| Versenyző         | Versenyszám | Pont     | Hely.    | Pont     | Hely.    | Pont          | Helyezés |
| ----------------- | ----------- | -------- | -------- | -------- | -------- | ------------- | -------- |
| Danko Herceg      | Kenu egyes  | 128,55   | 13.      | 120,41   | 7.       | 120,41        | 9.       |
| Stjepan Perestegi | Kenu egyes  | 151,19   | 27.      | 136,98   | 20.      | 136,98        | 23.      |

## Kosárlabda

### Férfi
| Horvát férfi kosárlabdacsapat-játékoskeret                                                          | Horvát férfi kosárlabdacsapat-játékoskeret                                                       |
| --------------------------------------------------------------------------------------------------- | ------------------------------------------------------------------------------------------------ |
| - Vladan Alanović - Franjo Arapović - Danko Cvjetičanin - Alan Gregov - Arijan Komazec - Toni Kukoč | - Aramis Naglić - Velimir Perasović - Dražen Petrović - Dino Rađa - Žan Tabak - Stojko Vranković |

#### Eredmények
Csoportkör
A csoport
| Csapat                 | M | Gy | V | P+  | P–  | Pk   | P  |
| ---------------------- | - | -- | - | --- | --- | ---- | -- |
| Egyesült Államok (USA) | 5 | 5  | 0 | 579 | 350 | +229 | 10 |
| Horvátország (CRO)     | 5 | 4  | 1 | 423 | 400 | +23  | 9  |
| Brazília (BRA)         | 5 | 2  | 3 | 420 | 463 | –43  | 7  |
| Németország (GER)      | 5 | 2  | 3 | 369 | 432 | –63  | 7  |
| Angola (ANG)           | 5 | 1  | 4 | 324 | 392 | –68  | 6  |
| Spanyolország (ESP)    | 5 | 1  | 4 | 398 | 476 | –78  | 6  |

| 1992. július 26. 22:30 | Horvátország (CRO) | 93 – 76   | Brazília (BRA) | Pabellón Olímpico de Badalona, Badalona |
| 1992. július 26. 22:30 | (55–40)            |           |                | Pabellón Olímpico de Badalona, Badalona |
| 1992. július 26. 22:30 | Petrović 22        | Pont      | Schmidt 26     | Pabellón Olímpico de Badalona, Badalona |
| 1992. július 26. 22:30 | Rađa 4             | Lepattanó | Vianna 9       | Pabellón Olímpico de Badalona, Badalona |
| 1992. július 26. 22:30 | Petrović 5         | Gólpassz  | Schmidt 2      | Pabellón Olímpico de Badalona, Badalona |

| 1992. július 27. 20:30 | Horvátország (CRO) | 70–103    | Egyesült Államok (USA) | Pabellón Olímpico de Badalona, Badalona |
| 1992. július 27. 20:30 | (37–54)            |           |                        | Pabellón Olímpico de Badalona, Badalona |
| 1992. július 27. 20:30 | Petrović 19        | Pont      | Jordan 21              | Pabellón Olímpico de Badalona, Badalona |
| 1992. július 27. 20:30 | Rađa, Vranković 8  | Lepattanó | Malone 5               | Pabellón Olímpico de Badalona, Badalona |
| 1992. július 27. 20:30 | Kukoč 5            | Gólpassz  | Pippen 9               | Pabellón Olímpico de Badalona, Badalona |

| 1992. július 29. 22:30 | Horvátország (CRO) | 88 – 79   | Spanyolország (ESP)   | Pabellón Olímpico de Badalona, Badalona |
| 1992. július 29. 22:30 | (45–42)            |           |                       | Pabellón Olímpico de Badalona, Badalona |
| 1992. július 29. 22:30 | Petrović 28        | Pont      | Villacampa 19         | Pabellón Olímpico de Badalona, Badalona |
| 1992. július 29. 22:30 | Rađa 8             | Lepattanó | Jiménez 7             | Pabellón Olímpico de Badalona, Badalona |
| 1992. július 29. 22:30 | Kukoč 7            | Gólpassz  | Villacampa, Jofresa 5 | Pabellón Olímpico de Badalona, Badalona |

| 1992. július 31. 20:30 | Horvátország (CRO) | 99 – 78   | Németország (GER) | Pabellón Olímpico de Badalona, Badalona |
| 1992. július 31. 20:30 | (46–41)            |           |                   | Pabellón Olímpico de Badalona, Badalona |
| 1992. július 31. 20:30 | Petrović 26        | Pont      | Schrempf 25       | Pabellón Olímpico de Badalona, Badalona |
| 1992. július 31. 20:30 | Kukoč 7            | Lepattanó | Schrempf 8        | Pabellón Olímpico de Badalona, Badalona |
| 1992. július 31. 20:30 | Kukoč, Komazec 4   | Gólpassz  | Rödl 5            | Pabellón Olímpico de Badalona, Badalona |

| 1992. augusztus 2. 11:30 | Horvátország (CRO)  | 73–64     | Angola (ANG)      | Pabellón Olímpico de Badalona, Badalona |
| 1992. augusztus 2. 11:30 | (27–38)             |           |                   | Pabellón Olímpico de Badalona, Badalona |
| 1992. augusztus 2. 11:30 | Komazec 22          | Pont      | Conceição 24      | Pabellón Olímpico de Badalona, Badalona |
| 1992. augusztus 2. 11:30 | Arapović, Komazec 6 | Lepattanó | Conceição 7       | Pabellón Olímpico de Badalona, Badalona |
| 1992. augusztus 2. 11:30 | Komazec 4           | Gólpassz  | Macedo, Moreira 2 | Pabellón Olímpico de Badalona, Badalona |

Negyeddöntő
| 1992. augusztus 4. 14:30 | Horvátország (CRO) | 98–65     | Ausztrália (AUS)  | Pabellón Olímpico de Badalona, Badalona |
| 1992. augusztus 4. 14:30 | (41–31)            |           |                   | Pabellón Olímpico de Badalona, Badalona |
| 1992. augusztus 4. 14:30 | Petrović 25        | Pont      | Gaze 16           | Pabellón Olímpico de Badalona, Badalona |
| 1992. augusztus 4. 14:30 | Rađa 11            | Lepattanó | Bradtke, Vlahov 5 | Pabellón Olímpico de Badalona, Badalona |
| 1992. augusztus 4. 14:30 | Kukoč 11           | Gólpassz  | Bradtke, Vlahov 2 | Pabellón Olímpico de Badalona, Badalona |

Elődöntő
| 1992. augusztus 6. 16:30 | Horvátország (CRO) | 75 –74    | Egyesített Csapat (EUN) | Pabellón Olímpico de Badalona, Badalona |
| 1992. augusztus 6. 16:30 | (30–40)            |           |                         | Pabellón Olímpico de Badalona, Badalona |
| 1992. augusztus 6. 16:30 | Petrović 28        | Pont      | Volkov 20               | Pabellón Olímpico de Badalona, Badalona |
| 1992. augusztus 6. 16:30 | Rađa 11            | Lepattanó | Volkov 6                | Pabellón Olímpico de Badalona, Badalona |
| 1992. augusztus 6. 16:30 | Kukoč 7            | Gólpassz  | Volkov 5                | Pabellón Olímpico de Badalona, Badalona |

Döntő
| 1992. augusztus 8. 22:00 | Horvátország (CRO) | 85–117    | Egyesült Államok (USA) | Pabellón Olímpico de Badalona, Badalona |
| 1992. augusztus 8. 22:00 | (42–56)            |           |                        | Pabellón Olímpico de Badalona, Badalona |
| 1992. augusztus 8. 22:00 | Petrović 24        | Pont      | Jordan 22              | Pabellón Olímpico de Badalona, Badalona |
| 1992. augusztus 8. 22:00 | Rađa 6             | Lepattanó | Ewing 6                | Pabellón Olímpico de Badalona, Badalona |
| 1992. augusztus 8. 22:00 | Kukoč 9            | Gólpassz  | Johnson 6              | Pabellón Olímpico de Badalona, Badalona |

| Csapat             | Helyezés |
| ------------------ | -------- |
| Horvátország (CRO) |          |

## Lovaglás
Díjugratás
| Versenyző       | Ló     | Versenyszám | Selejtező | Selejtező | Selejtező | Selejtező | Selejtező | Selejtező     | Selejtező  | Selejtező  | Döntő   | Döntő   | Döntő   | Döntő   | Végeredmény | Végeredmény |
| Versenyző       | Ló     | Versenyszám | 1. kör    | 1. kör    | 2. kör    | 2. kör    | 2. kör    | 3. kör        | Összesítés | Összesítés | 1. kör  | 1. kör  | 2. kör  | 2. kör  | Végeredmény | Végeredmény |
| Versenyző       | Ló     | Versenyszám | Pont      | Hely.     | Pont      | Össz.     | Hely.     | Pont          | Pont       | Hely.      | Bünt.   | Hely.   | Bünt.   | Hely.   | Pont/Bünt   | Helyezés    |
| --------------- | ------ | ----------- | --------- | --------- | --------- | --------- | --------- | ------------- | ---------- | ---------- | ------- | ------- | ------- | ------- | ----------- | ----------- |
| Hermann Weiland | Dufy 2 | Egyéni      | 30,50     | 56.       | 21,50     | 52,00     | 67.       | nem ért célba | 52,00      | 72.        | kiesett | kiesett | kiesett | kiesett | 52,00       | 72.*        |

* - egy másik versenyzővel azonos eredményt ért el

## Ökölvívás
| Versenyző       | Versenyszám | Selejtező                 | Nyolcaddöntő                 | Negyeddöntő       | Elődöntő          | Döntő             | Helyezés |
| Versenyző       | Versenyszám | Ellenfél Eredmény         | Ellenfél Eredmény            | Ellenfél Eredmény | Ellenfél Eredmény | Ellenfél Eredmény | Helyezés |
| --------------- | ----------- | ------------------------- | ---------------------------- | ----------------- | ----------------- | ----------------- | -------- |
| Željko Mavrović | Nehézsúly   | Mark Hulstrøm (DEN) · 8-2 | Danell Nicholson (USA) · 6-9 | kiesett           | kiesett           | kiesett           | 9.       |

## Sportlövészet
Női
| Versenyző                    | Versenyszám           | Selejtező | Selejtező | Döntő   | Döntő    |
| Versenyző                    | Versenyszám           | Pont      | Helyezés  | Pont    | Helyezés |
| ---------------------------- | --------------------- | --------- | --------- | ------- | -------- |
| Mirela Skoko-Kovačević-Ćelić | Légpisztoly           | 380       | 11.       | kiesett | kiesett  |
| Mirela Skoko-Kovačević-Ćelić | Sportpisztoly         | 578       | 8.        | 677     | 4.       |
| Jasminka Francki             | Légpuska              | 390       | 15.*      | kiesett | kiesett  |
| Jasminka Francki             | Sportpuska, összetett | 578       | 12.*      | kiesett | kiesett  |
| Suzana Skoko                 | Sportpuska, összetett | 580       | 6.        | 678,7   | 5.       |
| Suzana Skoko                 | Légpuska              | 388       | 23.**     | kiesett | kiesett  |

Nyílt
| Versenyző    | Versenyszám | Selejtező | Selejtező | Elődöntő | Elődöntő | Döntő   | Döntő    |
| Versenyző    | Versenyszám | Pont      | Helyezés  | Pont     | Helyezés | Pont    | Helyezés |
| ------------ | ----------- | --------- | --------- | -------- | -------- | ------- | -------- |
| Željko Vadić | Trap        | 139       | 33.***    | kiesett  | kiesett  | kiesett | kiesett  |

* - egy másik versenyzővel azonos eredményt ért el

** - két másik versenyzővel azonos eredményt ért el

*** - öt másik versenyzővel azonos eredményt ért el

## Tenisz
Férfi
| Versenyző                    | Versenyszám | 64-es főtábla                                      | 32-es főtábla                                                          | Nyolcaddöntő                                                      | Negyeddöntő                                                            | Elődöntő                                                                                    | Döntő             | Helyezés |
| Versenyző                    | Versenyszám | Ellenfél Eredmény                                  | Ellenfél Eredmény                                                      | Ellenfél Eredmény                                                 | Ellenfél Eredmény                                                      | Ellenfél Eredmény                                                                           | Ellenfél Eredmény | Helyezés |
| ---------------------------- | ----------- | -------------------------------------------------- | ---------------------------------------------------------------------- | ----------------------------------------------------------------- | ---------------------------------------------------------------------- | ------------------------------------------------------------------------------------------- | ----------------- | -------- |
| Goran Ivanišević             | Egyes       | Bernardo Mota (POR) · 6-2, 6-2, 6-7(5–7), 4-6, 6-3 | Paul Haarhuis (NED) · 6-7(4–7), 6-2, 1-6, 6-3, 6-2                     | Jakob Hlasek (SUI) · 3-6, 6-0, 4-6, 7-6(7–1), 9-7                 | Fabrice Santoro (FRA) · 6-7(5–7), 6-7(1–7), 6-4, 6-4, 8-6              | Marc Rosset (SUI) · 3-6, 5-7, 2-6                                                           | kiesett           |          |
| Goran Prpić                  | Egyes       | Kenneth Carlsen (DEN) · 6-4, 4-6, 6-3, 7-5         | Andrej Cserkaszov (EUN) · 4-6, 7-6(8–6), 4-6, 3-6                      | kiesett                                                           | kiesett                                                                | kiesett                                                                                     | kiesett           | 17.      |
| Goran Ivanišević Goran Prpić | Páros       |                                                    | Hollandia (NED) · Paul Haarhuis · Mark Koevermans · 2-6, 6-4, 6-2, 6-2 | Indonézia (INA) · Hary Suharyadi · Bonit Wiryawan · 7-5, 6-2, 6-2 | India (IND) · Rámes Krisnan · Lijendar Pedzs · 7-6(7–3), 5-7, 6-4, 6-3 | Dél-afrikai Köztársaság (RSA) · Wayne Ferreira · Piet Norval · 6-7(5–7), 6-3, 3-6, 6-2, 2-6 | kiesett           |          |

## Vitorlázás
Férfi
| Versenyző   | Versenyszám | Futam | Futam | Futam | Futam | Futam | Futam  | Futam | Pontszám | Helyezés |
| Versenyző   | Versenyszám | 1     | 2     | 3     | 4     | 5     | 6      | 7     | Pontszám | Helyezés |
| ----------- | ----------- | ----- | ----- | ----- | ----- | ----- | ------ | ----- | -------- | -------- |
| Karlo Kuret | Finn dingi  | 28,0  | 25,0  | 20,0  | 26,0  | 22,0  | (29,0) | 16,0  | 137,0    | 22.      |

Nyílt
| Versenyző                     | Versenyszám     | Futam  | Futam | Futam | Futam | Futam | Futam | Futam | Pontszám | Helyezés |
| Versenyző                     | Versenyszám     | 1      | 2     | 3     | 4     | 5     | 6     | 7     | Pontszám | Helyezés |
| ----------------------------- | --------------- | ------ | ----- | ----- | ----- | ----- | ----- | ----- | -------- | -------- |
| Bojan Grego Sebastijan Miknić | Repülő hollandi | (28,0) | 28,0  | 20,0  | 27,0  | 10,0  | 30,0* | 30,0* | 145,0    | 22.      |

* - nem állt rajthoz